# Àntium

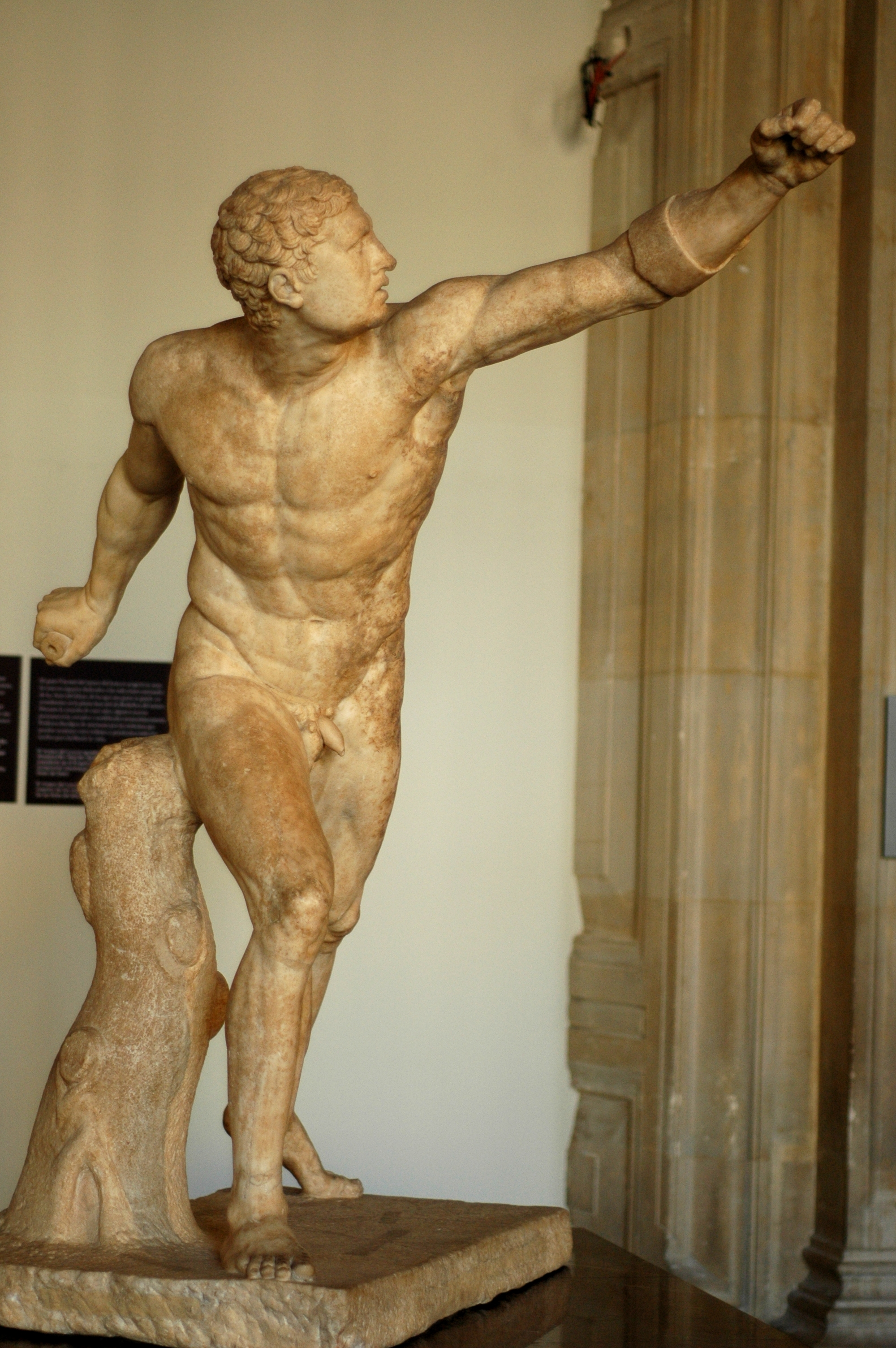
Gladiador trobat a les restes d'Àntium

Àntium (en llatí: Antium, en grec antic: Ἄντιον o Ἄνθιον) va ser una ciutat del Latium a uns 58 km de Roma. El seu territori avui dia correspon a Anzio i Nettuno.

## Ubicació
Era una ciutat llatina que també havia pertangut als volscs, i es trobava al Capo d'Anzio (l'actual Anzio), en un terreny més alt i una mica allunyat de la costa, tot i que s'estenia fins allà. Segons Estrabó es trobava a 260 estadis d'Òstia. Tenia com a defenses una rasa profunda, que encara es pot resseguir, i unes muralles, una part de les quals, al costat de llevant, construïdes amb blocs rectangulars de tova, van sortir a la llum l'any 1897. Shi va instal·lar una colònia llatina, a la ciutat l'any 467 aC.

## Història
Es va atribuir la seva fundació a un fill d'Odisseu i Circe anomenat Ardea (Ἀρδέα) a l'igual que Àrdea i Túsculum. Altres autors diuen que la va fundar Ascani. La ciutat era en part llatina però segurament amb una població anterior pelàsgica, i es dedicaven al comerç i la pirateria. Va ingressar a la Lliga Llatina segons Dionís d'Halicarnàs en temps de Tarquini el Superb, però el 493 aC ja no era membre de la Lliga ni dependent de Roma, però si aliada a la Lliga.
Més tard va caure en poder dels volscs i com a ciutat volsca va combatre a llatins i a romans fins al 468 aC quan els romans la van conquerir i hi van establir una colònia, però es va revoltar el 459 aC i va ser independent per 120 anys i la ciutat principal de la lliga dels volscs.
Cap a l'any 450 aC era aliada de Roma però aproximadament al 406 aC es va unir a les altres ciutats dels volscs en la guerra contra els romans, i durant la invasió gal·la van fer la guerra a Roma durant gairebé tretze anys sense pausa, de l'any 386 aC al 374 aC, però repetidament derrotats van demanar la pau. El 348 aC van enviar una colònia a Satricum, provocant l'hostilitat de Roma. Al 340 aC, a la gran Guerra llatina (340 aC-338 aC) van encapçalar l'aliança de la lliga dels volscs amb els llatins, contra Roma, i va participar en les derrotes a Pèdum i a Astura. Els romans els van confiscar les naus de guerra i els van prohibir el comerç marítim i una colònia romana es va establir a la ciutat com a guarnició.
A partir d'aquell moment Àntium només va ser una colònia marítima de Roma, però segons Estrabó, els seus habitants es van seguir dedicant a la pirateria i Alexandre el Gran i més tard Demetri Poliorcetes es van queixar a Roma dels actes d'aquest pirates.
Els efectes de la dominació romana a Càpua després del 317 aC es van fer evidents i els antians (els habitants d'Àntium) van demanar també obtenir un codi de lleis i magistratures regulars; els patrons de la colònia foren encarregats pel senat romà per establir un sistema legal.
L'any 69 aC la va ocupar Gai Mari, i els seus seguidors la van assolar, però es va recuperar i després es va convertir en un lloc de residència pels romans rics que hi van construir luxoses vil·les (per exemple Ciceró n'hi tenia una). August va rebre allí el títol de «pare de la pàtria»; a la ciutat hi van néixer Calígula i Neró que hi va establir una colònia de veterans de la guàrdia pretoriana i va fer-hi construir un port nou; Antoní Pius hi va construir un aqüeducte i Septimi Sever va completar una residència imperial.
L'any 537 encara era un port de certa importància però després desapareixen les mencions històriques i es creu que va quedar deshabitada.
Després el període de les incursions dels Sarraïns, sota el domini dels papes, els habitants, els antians supervivents, es va refugiar al Castell de Nettuno, que va heretar la història d'Àntium.